# Daniel Vander Gucht
 (janvier 2021).
La mise en forme du texte ne suit pas les recommandations de Wikipédia : il faut le « wikifier ».
Les points d'amélioration suivants sont les cas les plus fréquents :
- Les titres sont pré-formatés par le logiciel. Ils ne sont ni en capitales, ni en gras.
- Le texte ne doit pas être écrit en capitales (les noms de famille non plus), ni en gras, ni en italique, ni en « petit »…
- Le gras n'est utilisé que pour surligner le titre de l'article dans l'introduction, une seule fois.
- L'italique est rarement utilisé : mots en langue étrangère, titres d'œuvres, noms de bateaux, etc.
- Les citations ne sont pas en italique mais en corps de texte normal. Elles sont entourées par des guillemets français : « et ».
- Les listes à puces sont à éviter, des paragraphes rédigés étant largement préférés. Les tableaux sont à réserver à la présentation de données structurées (résultats, etc.).
- Les appels de note de bas de page (petits chiffres en exposant, introduits par l'outil «  Source ») sont à placer entre la fin de phrase et le point final[comme ça].
- Les liens internes (vers d'autres articles de Wikipédia) sont à choisir avec parcimonie. Créez des liens vers des articles approfondissant le sujet. Les termes génériques sans rapport avec le sujet sont à éviter, ainsi que les répétitions de liens vers un même terme.
- Les liens externes sont à placer uniquement dans une section « Liens externes », à la fin de l'article. Ces liens sont à choisir avec parcimonie suivant les règles définies. Si un lien sert de source à l'article, son insertion dans le texte est à faire par les notes de bas de page.
- La présentation des références doit suivre les conventions bibliographiques. Il est recommandé d'utiliser les modèles {{Ouvrage}}, {{Chapitre}}, {{Article}}, {{Lien web}} et/ou {{Bibliographie}}. Le mode d'édition visuel peut mettre en forme automatiquement les références.
- Insérer une infobox (cadre d'informations à droite) n'est pas obligatoire pour parachever la mise en page.

Pour une aide détaillée, merci de consulter Aide:Wikification.
Si vous pensez que ces points ont été résolus, vous pouvez retirer ce bandeau et améliorer la mise en forme d'un autre article.
Daniel Vander Gucht, né le 2 mai 1958 à Bruxelles, est professeur de sociologie à l’université libre de Bruxelles où il dirige le GRESAC (Groupe de recherche en sociologie de l’art et de la culture) et la Revue de l’Institut de sociologie. Il est par ailleurs le cofondateur et le président des éditions de La Lettre volée basées à Bruxelles. Il a commencé à publier de la poésie et des textes de chansons depuis 2015.

## Sociologie
Licencié en sciences sociales (option sociologie) de l’Université libre de Bruxelles en 1982 pour un mémoire intitulé « Vers une authentique sociologie de l’art » et Licencié spécial en gestion de l’École de commerce Solvay à l’Université libre de Bruxelles en 1985, a commencé par travailler comme librairie chez Libris (Bruxelles, 1982-1984) et a dispensé en 1983-1984 un cycle de conférences intitulé « Sociologie et esthétique ; art et société » en cours du soir à l’Institut supérieur pour l’étude du langage plastique (ISELP) de Bruxelles. Attaché au Centre de sociologie générale et de méthodologie de l’Institut de sociologie de l’Université libre de Bruxelles en qualité de collaborateur scientifique, de 1984 à 1986, il fut Chercheur sur patrimoine à l’institut de Sociologie et Assistant volontaire dans cette même université de 1986 à 1996. Il met sur pied et anime de 1986 à 1989 un séminaire de recherche interdisciplinaire (GRESA) à l’ULB avant de créer avec ses collègues suisse André Ducret et française Nathalie Heinich le Comité de recherche n° 18 en sociologie de l’art au sein de l’Association internationale de sociologie de langue française (AISLF) qui publie dans la foulée trois bulletins de saison annuels qui fusionneront et donneront naissance en 1991 à la première revue de langue française consacrée à la sociologie de l’art — ce qui explique que le premier numéro de la revue Sociologie de l’art (publiée par La Lettre volée jusqu’au numéro 13 avant d’être reprise par L’Harmattan) soit le numéro 4. 
Lauréat du premier concours mondial « Jeunes sociologues » (jury « français première langue ») de l’Association internationale de sociologie, pour un article intitulé « L’art au risque du musée. Du musée à la collection ? » en 1991 et devenu Docteur en sociologie avec la plus grande distinction pour une dissertation intitulée Le Musée et l’art contemporain. Contribution à la sociologie de la médiation artistique à l’ère postmoderne (directeur : Prof. Claude Javeau ; membres du jury : Prof. Jacques Bude, Laurent Busine, Gilbert Lascault, Jacques Sojcher) à l’Université libre de Bruxelles en 1994 (thèse dont sera issu le livre L’Art contemporain au miroir du musée à La Lettre volée en 1998, il fut nommé Premier assistant temps-plein à la Faculté des sciences sociales, politiques et économiques en 1996 puis Chef de travaux plein temps et Chargé de cours 2001. Après avoir assuré la suppléance de divers cours des professeurs Alain Eraly (« Théories de la communication »), Anne Van Haecht (« sociologie de l’éducation » — cours largement basé sur les recherches et enquêtes statistiques d’initiative ministérielle conduites sous sa direction sur la petite enfance ou les investissements éducatifs des familles) et Claude Javeau (« sociologie de la culture et du patrimoine » qui donnera lieu au livre Ecce homo touristicus. Identité, culture et patrimoine à l’ère de la muséalisation du monde aux éditions Labor en 2006) à l’université libre de Bruxelles entre 1995 et 2005. Il y enseigne à ce titre la « sociologie » aux étudiants de Bac 1 en sciences psychologiques et de l’éducation, et en master en sociologie et anthropologie un cours d’« analyse de textes sociologiques » consacré à l’écriture sociologique et a fait créer une chaire de sociologie de l’art en 2004 et une autre chaire de « sociologie visuelle » en 2007 dont il assure depuis les enseignements qui seront lavasse de son livre Ce que regarder veut dire. Pour une sociologie visuelle paru aux Impressions nouvelles en 2017. Il se verra encore confier un cycle de conférences consacré à l’art engagé à l’Institut supérieur pour l’étude du langage plastique (ISELP) en 2002-2003, qui donnera naissance au livre Art et politique. Pour une redéfinition de l’art engagé paru chez Labor en 2004, puis L’Expérience politique de l’art. Retour sur l’engagement artistique, aux Impressions nouvelles en 2014 et un cours de « sociologie de l’art » à l’École supérieure des arts visuels et plastiques (ESAPV) de Mons de 2003 à 2005, et dirige depuis de nombreuses thèses de l’école doctorale 20 « art et science de l’art » pour des doctorants artistes en cotutelle avec des écoles supérieures artistiques. Il a également publié des chroniques politiques rédigées lors de plusieurs séjours à Jérusalem : L’An passé à Jérusalem. Journal yérosolymitain(2004-2005) à La Lettre volée en 2008 et divers essais dont une étude socio-anthropologique sur la jalousie intitulée La Jalousie débarbouillée. Éloge de l’incertitude amoureuse aux éditions Labor en 2014. 
Après avoir repris brièvement la direction du Centre de sociologie générale de son directeur parti à la retraite, le professeur Claude Javeau qui fut par ailleurs son patron de thèse, il réactive le GRESA sous le nom de Groupe de recherche en sociologie de l’art et de la culture (GRESAC) dont il assure la direction à l’Institut de sociologie depuis 2003 (le professeur Eric Van Essche en est devenu le codirecteur depuis 2019). Il hérite par ailleurs en 2005 de la direction de la Revue de l’Institut de sociologie, assurée depuis de longues années par le professeur Claude Javeau et est Président du Jury de BA Sciences sociales à l’ULB depuis 2015. 
Membre de la Commission consultative en arts plastiques de la Communauté française de Belgique et de la Commission consultative du patrimoine immatériel et oral de la Communauté française de Belgique de 2008 à 2012, membre du comité scientifique du CI3REC, Centre indépendant de recherche-création en sciences sociales du Centre Pierre Naville à l’Université d’Évry, membre du Rimell (Recherches interdisciplinaires sur la muséographie et l’exposition de la littérature et du livre) du Musée de Mariemont/UCL/KUL/ULB, 2019-2023 : Membre du Comité de pilotage scientifique du programme de recherche : « Télévision publique, représentations collectives et politique d’intégration. Socio-histoire audiovisuelle des rapports à l’invalidité et au handicap en Suisse Romande (1950-2018) » sous la direction du professeur Anne Marcellini de la Faculté des Sciences Sociales et Politiques de l’Université de Lausanne, hors du circuit universitaire, membre du Comité scientifique de la Revue française des Méthodes visuelles, il offre son expertise en siégeant dans divers comités consultatifs comme le Comité d’experts de Bruxelles-mobilité / STIB et le Comité d’Art Urbain de la Ville de Bruxelles. 
En 2019, après avoir été consultant pour Les Abattoirs de Namur, il y est commissaire d’une exposition consacrée à la photo de famille : Familles, je vous like ! 

## Édition
À la suite de la rencontre, dans les années 1980, avec Louis Jacob et Pierre-Yves Soucy, deux doctorants québécois en sociologie inscrits comme lui en thèse au Centre de sociologie générale et de méthodologie auprès du professeur Claude Javeau, constatant la difficulté rencontrée par de jeunes chercheurs comme par des auteurs chevronnés dans le domaine de l’esthétique, tous trois se sont associés pour créer la maison d’édition La Lettre volée qui jetterait des ponts entre la pensée spéculative et la création artistique contemporaine. Daniel Vander Gucht (président), Louis Jacob (secrétaire) et Pierre-Yves Soucy (trésorier) fondent ainsi l’association sans but lucratif Ante Post pour héberger et permettre à La Lettre volée de mener à bien ses activités éditoriales qui comprennent l’édition de livres dans les trois secteurs nodaux de la poésie, des essais et études sur l’art et enfin des livres d’art et d’artistes mais aussi des éditions d’art limitées. La politique éditoriale de La Lettre volée est exposée sur le site de la Lettre volée (référence) en ces termes : 
« 1° La volonté de proposer, à travers diverses collections, une réflexion destinée à un public élargi sur les enjeux éthiques et esthétiques de la société, de la culture et de l’art contemporains. Le dialogue entre sciences humaines, littérature et esthétique y est entretenu dans la perspective d’une saisie globale des phénomènes sociaux et artistiques. 2° L’option internationale qui préside au choix des œuvres de réflexion et de création publiées, et qui répond au procès même de la pensée et procède du refus d’enfermer les auteurs dans des ghettos, intellectuels ou culturels. 3° Le souci du beau livre qui conjugue le plaisir de la main, de l’œil et de l’esprit, en présentant au lecteur des textes de qualité dans une présentation soignée et élégante, tant du point de vue de la typographie que du choix des papiers et du graphisme. Plusieurs de nos titres comportent un tirage de tête. »  
Dans une capsule vidéo Daniel Vander Gucht présente la maison d’édition compte à ce jour pas moins de 600 titres et près de 400 auteurs pour une dizaine de collections présentées sur le site de l’éditeur qui est diffusé et distribué en France et en Suisse romande par Belles Lettres Diffusion Distribution et en Belgique comme dans le reste de l’Europe par Exhibitions International.
En 2017 Daniel Vander Gucht a été élu Président de l’association Espace Livre et Création (Bruxelles-Amay) qui fédère une cinquantaine d’éditeurs belges indépendants et il reste aujourd’hui membre du C.A. de cette association.

## Poésie
Depuis 2013, Daniel Vander Gucht a renoué avec l’écriture poétique et a publié un premier recueil à La Lettre volée en 2015 sous le titre Robert va te coucher auquel Jacques Bonnaffé a consacré deux de ses émissions, sur France Culture en 2017. Cet ouvrage illustré par l’artiste Pascal Courcelles est suivi en 2019 par un autre recueil de textes de jeunesse illustrés par l’artiste Xavier Noiret-Thomé (Pourquoi je n’écris plus de poésie. Pièces à conviction) et un recueil de chansons illustré par Damien Delepeleire (Sous influence) toujours à La Lettre volée.

### Rapports de recherches universitaires
1. Les enseignants et les jeunes de 14 à 19 ans non scolarisés (en collab.  avec J.-L. Moortgat), rapport de synthèse de l’enquête internationale « Early School-Leavers » réalisée à l’instigation du Ministère de l’Éducation Nationale et de la Communauté française de Belgique, Institut de Sociologie, 1985, 40 p.
2. Les exigences liées à l’enseignement du français dans les deux dernières années d’étude du niveau secondaire supérieur, rapport intermédiaire n° 2 (en collab. avec I. Heyndels), Ministère de l’Éducation Nationale et de la Communauté française de Belgique, Institut de Sociologie, 1986, 92 + X p. ; rapport final n° 3, Institut de Sociologie, 1987, 210 p. ; rapport de synthèse, Institut de Sociologie, 1987, 12 p.
3. Fondation d’une sociologie de la petite enfance en Belgique francophone, Ministère de l’Éducation Nationale et de la Communauté française de Belgique, « Sociétés enfantines et cultures gardiennes », rapport intermédiaire n° 1, Institut de Sociologie, 1989, 41 p.  Activités ludiques au jardin d’enfants », rapport intermédiaire n° 2, Institut de Sociologie, 1990, 46 p.  Pour une socio-anthropologie de la petite enfance », rapport final n° 3, Institut de Sociologie, 1991, 37 p.
4. Les investissements éducatifs des familles en Communauté française de Belgique; Ministère de l’Éducation Nationale et de la Communauté française de Belgique, rapport intermédiaire n° 1, Institut de Sociologie, 1994, 45 p. ; rapport intermédiaire n° 2, Institut de Sociologie, 1995, 152 p.; rapport final n° 3, Institut de Sociologie, 1996, 442 p.; rapport de synthèse, Institut de Sociologie, 1996, 84 p.
5. Enquête qualitative sur les pratiques culturelle en Communauté française, Observatoire des politiques culturelles du Ministère de la Communauté française, rapport intermédiaire, 2012, 86 p., co-promoteurs : Jean-Pierre Delchambre et Christine Schaut (Centre d’Études Sociologiques, Université Saint-Louis), Jean-Louis Genard (Unité de recherche en Architecture et Sciences Humaines et Groupe de recherche sur l’action publique, ULB), Daniel Vander Gucht (Groupe de recherche en sociologie des arts et des cultures, ULB), chercheurs : Cynthia Dal (USL), François Demonty (USL), Justine Harzé (ULB).
6. Étude en vue de l’élaboration d’un plan culturel pour Bruxelles, Cocof/Direction d’Administration des Affaires culturelles et du Tourisme – Services des Affaires socioculturelles, rapport final, 2012, 47 p., promoteur : Daniel Vander Gucht (Groupe de recherche en sociologie des arts et des cultures, ULB), co-promoteurs : Jean-Louis Genard (Unité de recherche en Architecture et Sciences Humaines et Groupe de recherche sur l’action publique, ULB) et Christine Schaut (Centre d’Études Sociologiques, Université Saint-Louis), chercheuses : Laura Curado, Louise Carlier, Sarah Gilsoul, Sabine Guisse (ULB).
7. Bruxelles ville de cultures. Complément à l’Étude en vue de l’élaboration d’un plan culturel pour Bruxelles, Cocof/Direction d’Administration des Affaires culturelles et du Tourisme – Services des Affaires socioculturelles, rapport de synthèse, 2013, 82 p., promoteur : Daniel Vander Gucht (Groupe de recherche en sociologie des arts et des cultures, ULB), co-promoteurs : Jean-Louis Genard (Unité de recherche en Architecture et Sciences Humaines et Groupe de recherche sur l’action publique, ULB) et Christine Schaut (Centre d’Études Sociologiques, Université Saint-Louis), chercheuses : Laura Curado, Louise Carlier, Sarah Gilsoul, Sabine Guisse (ULB).
8. Approche qualitative des pratiques culturelles de la population en Fédération Wallonie-Bruxelles, Observatoire des politiques culturelles du Ministère de la Communauté française, rapport final, 2014, 396 p., co-promoteurs : Jean-Pierre Delchambre et Christine Schaut (Centre d’Études Sociologiques, Université Saint-Louis), Jean-Louis Genard (Unité de recherche en Architecture et Sciences Humaines et Groupe de recherche sur l’action publique, ULB), Daniel Vander Gucht (Groupe de recherche en sociologie des arts et des cultures, ULB), chercheurs : Cynthia Dal (USL), François Demonty (USL), Justine Harzé (ULB).

### Ouvrages publiés à titre de seul auteur
1. L’Art contemporain au miroir du musée, Bruxelles, La Lettre volée, « Essais », 1998 (2e tirage 1999), 120 p.
2. Art et Politique. Pour une redéfinition de l’art engagé, Bruxelles, Labor, « Quartier libre », 2004, 96 p.
3. État esthétique et art contemporain, conférence sur DVD, Abbaye de Thélème, Association Alcofribas de Seuilly, 2005.
4. La Jalousie débarbouillée. Éloge de l’incertitude amoureuse, Bruxelles, Labor, « Quartier libre », 2005, 96 p. ; 2e édition, Bruxelles, La Lettre volée, 2014.
5. Ecce homo touristicus. Identité, culture et patrimoine à l’ère de la muséalisation du monde, Bruxelles, Labor, « Quartier libre », 2006, 144 p.
6. L’An passé à Jérusalem. Journal yérosolymitain (2004-2005), Bruxelles, La Lettre volée, « Essais », 2008, 224 p.
7. L’Expérience politique de l’art. Retour sur l’engagement artistique, Bruxelles, Les Impressions nouvelles, 2014, 176 p.
8. Écrits prématurés et troubles chroniques, Bruxelles, La Lettre volée, « Essais », 2015, 160 p.
9. Ce que regarder veut dire. Pour une sociologie visuelle, Bruxelles, Les Impressions nouvelles, 2017, 288 p.

### Publications littéraires et poétiques
1. Pirater les images du désir, Caen, Les Éditions derrière la salle de bains, 2015, 8 p.
2. Robert, va te coucher (avec des illustrations de Pascal Courcelles), Bruxelles, LaLettre volée, 2015, 64 p.
3. Pourquoi je n’écris plus de poésie. Pièces à conviction (avec des illustrations de Xavier Noiret-Thomé), Bruxelles, La Lettre volée, 2019, 80 p.
4. Sous influence (avec des illustrations de Damien Delepeleire), Bruxelles, La Lettre volée, 2019, 176 p.

### Direction d’ouvrages collectifs
1. Daniel Vander Gucht (s.l.d.), Art et société, ouvrage collectif, contributions de Fr. Haskell, J. Leenhardt, N. Heinich, D. Vander Gucht, A. Ducret, P. Sterckx, L. Busine, J.-Fr. Octave, D. Cornil, Bruxelles, Les Éperonniers, 1989, 160 p.
2. André Ducret, Nathalie Heinich et Daniel Vander Gucht (s.l.d.), La Mise en scène de l’art contemporain, (actes du colloque organisé avec A. Ducret et N. Heinich), ouvrage collectif, contributions de A. Verger, D. Vander Gucht, N. Heinich, B. Poche, A. Wallemacq, D. Bodson, R. Clignet, D. Joncheray, I. Conde, A. Ducret, M. Baudson, L. Busine, I. Brachot, A. Baronian, H. Daled, Bruxelles, Les Éperonniers, 1990, 128 p.
3. Daniel Vander Gucht et Frédéric Varone (s.l.d.), Le Paysage à la croisée des regards (actes du colloque organisé avec Fr. Varone, ULB, mai 2004), ouvrage collectif, contributions de D. Aubin, B. Feltz, J.-L. Génard, C. Grout, V. Juillerat, P. Knoepfel, S. Nahrath, S. Quériat, P.-Y. Soucy, S. Stoll, D. Vander Gucht, F. Varone, Bruxelles, La Lettre volée, 2006, 208 p.
4. Daniel Vander Gucht (s.l.d.), La Sociologie par l’image, Revue de l’Institut de Sociologie, Bruxelles, volume 2010-2011, 2013, 352 p.
5. Jean-Pierre Delchambre, Jean-Louis Génard, Christine Schaut et Daniel Vander Gucht (s.l.d.), Les Pratiques culturelles en Fédération Wallonie-Bruxelles : regards croisés, Bruxelles, Observatoire des politiques culturelles, Études n° 5, « Les Publics de la culture », mai 2015, 108 p.
6. Daniel Vander Gucht (s.l.d.), Familles, je vous like!, Bruxelles / Namur, LaLettre volée / Centre culturel de Namur - Abattoirs de Bomel, 2019, 108 p.
7. Daniel Vander Gucht (s.l.d.), Écrire la sociologie, Revue de l’Institut de Sociologie, Bruxelles, volume 2017 / 87, 2019.

### Traductions
1. Francis Haskell, « L’art et la société », in Art et société, Les Éperonniers, Bruxelles, 1989, p. 15-35, traduction de l’anglais.
2. Tia de Nora, « Beethoven et ses protecteurs », Revue de l’Institut de Sociologie, 1989, 3-4, p. 159-185, traduction de l’anglais.
3. Robert Witkin, « Olympia revisitée ou les fondements de la sociologie de l’art », Sociologie de l’art, 1996, n° 9, traduction de l’anglais.
4. Mieke Bal, « Labo de lumière », in Ann Veronica Janssens, Une image différente dans chaque œil, La Lettre volée, Bruxelles, 1999, p. 73-87, traduction de l’anglais.
5. Michael Tarantino, « S’échapper des bords du cadre », in Mitja Tusek, 4 Series, La Lettre volée, Bruxelles, 2001, p. 105-113, traduction de l’anglais.
6. Franco Ferrarotti, L’Énigme d’Alexandre. Rencontres de cultures et progrès de la civilisation, Rome, Donzelli, pour La Lettre volée, Bruxelles, 2004, traduit de l’italien avec Matteo Solaro.
7. Hal Foster, Le Retour du réel, Boston, MIT Press, pour La Lettre volée, Bruxelles, 2005, traduit de l’américain avec Yves Cantraine et Frank Pierobon.
8. Franco Ferrarotti, Des livres pour vivre, Rome, Donzelli, pour La Lettre volée, Bruxelles, 2008, traduit de l’italien avec Emmanuel Lambion.
9. Franco Ferrarotti, La Société et l’Utopie, Rome, Donzelli, pour La Lettre volée, Bruxelles, 2008, traduit de l’italien avec Emmanuel Lambion.
10. Jack Burnham, Howard S. Becker et John Walton, L’Imagination sociologique de Hans Haacke, Halifax, The Press of Nova Scottia, pour La Lettre volée, Bruxelles, 2011, traduit de l’anglais avec Laurie Guérif.
11. Jan Baetens, Karel Vanhaesebrouck, Brecht Van Maele, Petites mythologies flamandes, Aalst, et Balanseer, 2014, pour La Lettre volée, Bruxelles, 2018, traduit du néerlandais avec Monique Nagielkopf.